# Margery Wentworth
Margery Wentworth anche conosciuta come Margaret Wentworth, Lady Seymour o come Dama Margery Seymour (circa 1478 – 15 ottobre 1550) è stata una nobildonna inglese, moglie  di Sir John Seymour e madre della regina consorte Jane Seymour, terza moglie di re Enrico VIII d'Inghilterra. Lei fu inoltre la nonna di re Edoardo VI d'Inghilterra.

## Famiglia
Margery nacque intorno al 1478 da Sir Henry Wentworth e da sua moglie Anne Say, a sua volta figlia di Sir John Say e di Elizabeth Cheney.

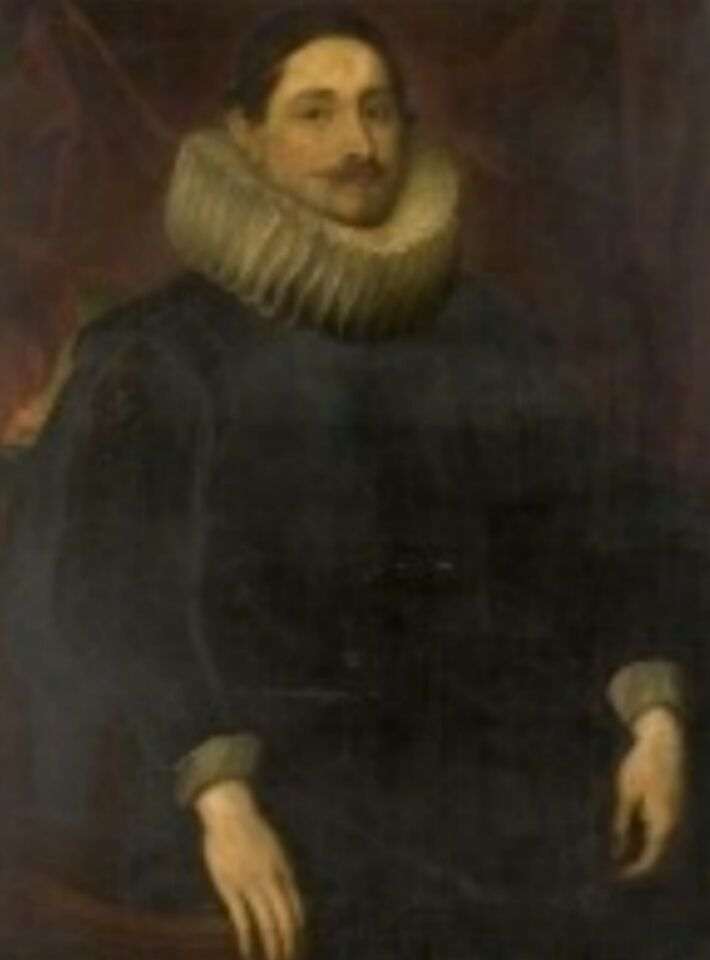
Henry Wentworth.
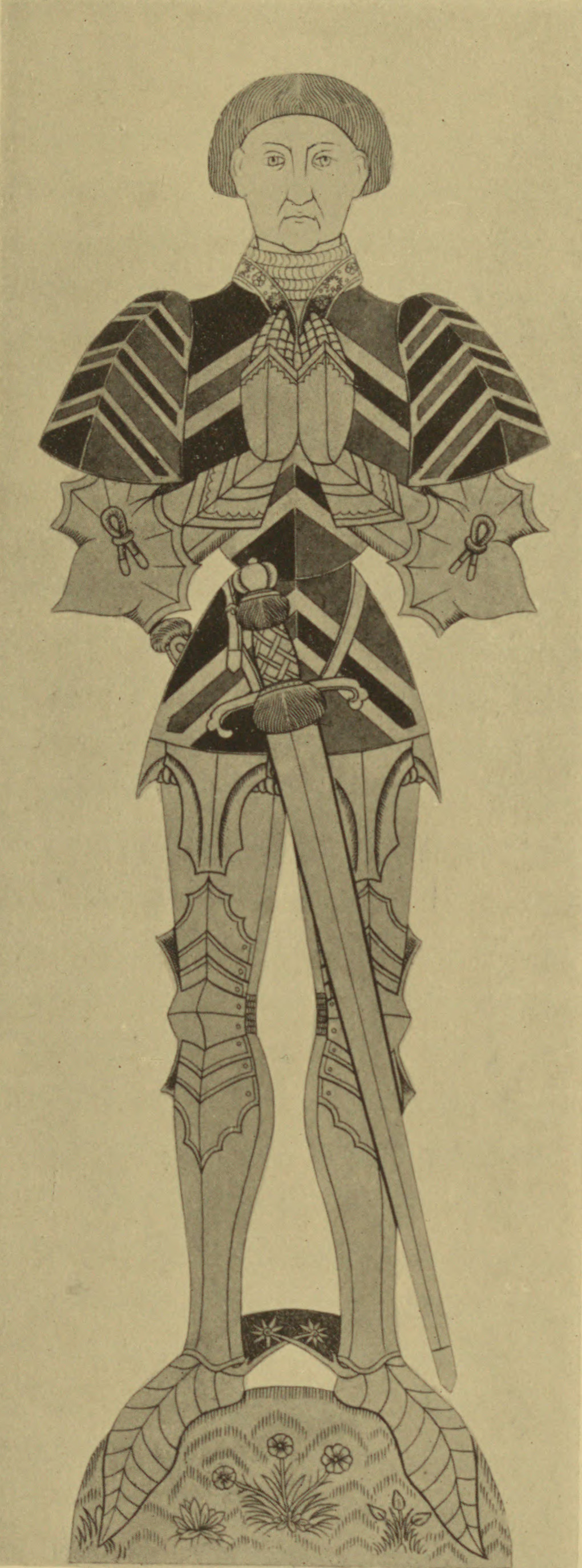
Sir John Say.
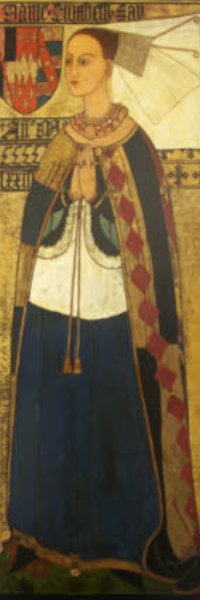
Elizabeth Cheney.

I cugini primi di Margery, i cortigiani Edmondo ed Elisabetta Howard, furono i genitori di altre due regine consorti: rispettivamente Caterina Howard e Anna Bolena.

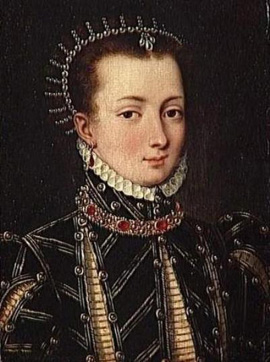
Elizabeth Howard.
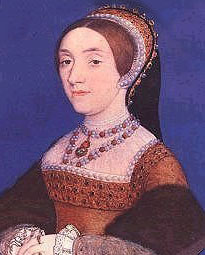
Catherine Howard.
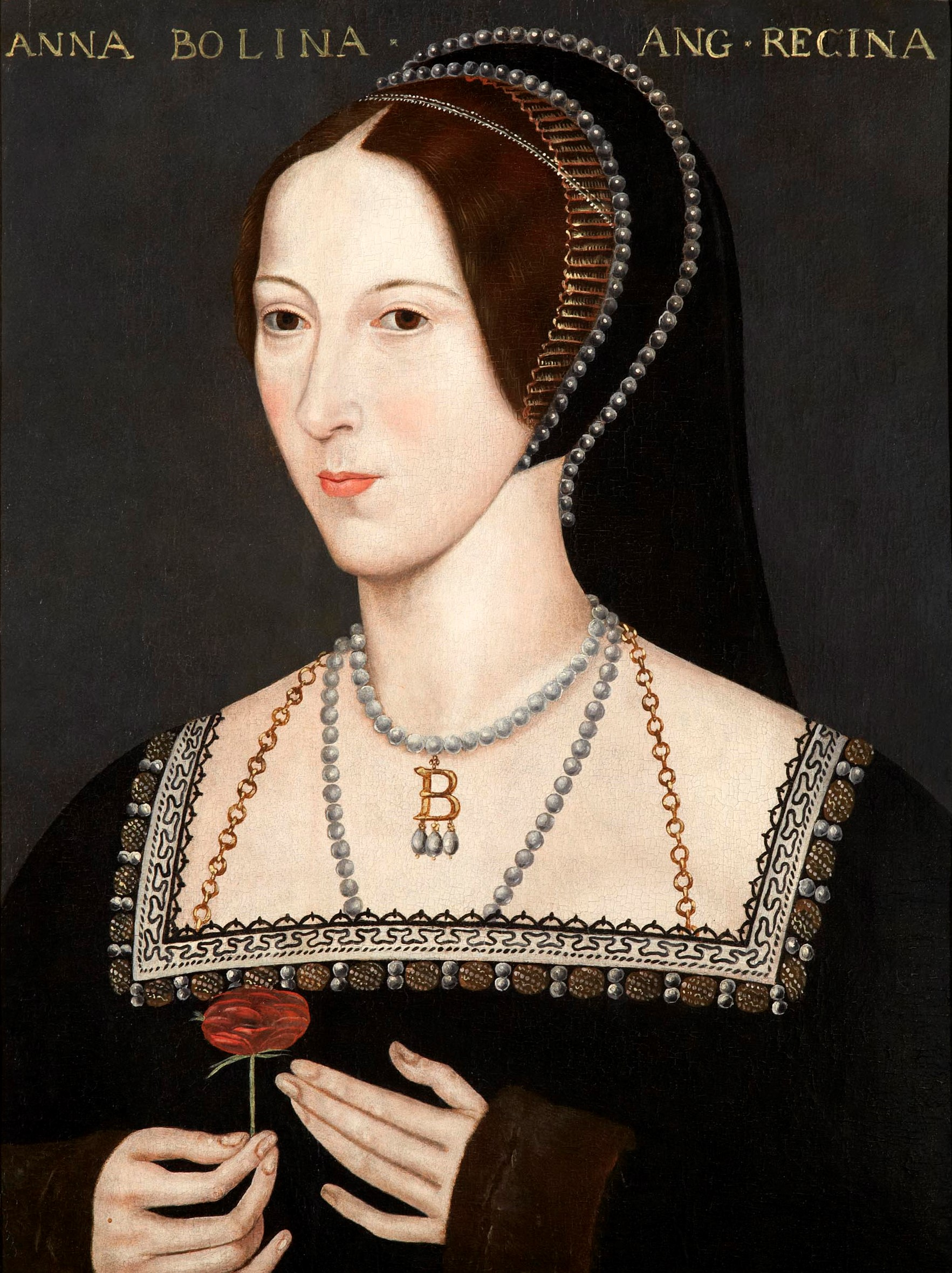
Anna Bolena.

Il primo marito di Elizabeth Cheney fu Frederick Tilney, padre di Elizabeth Tilney, contessa di Surrey. Questo fece Anne Say, sebbene lei stessa non fosse nobile dal lato paterno, la sorella di una contessa. Margery era anche discendente di re Edoardo III; questa remota ascendenza reale fu in parte il motivo per cui re Enrico VIII sposò Jane Seymour, la figlia di Margery.

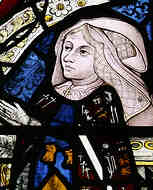
Elizabeth Tilney.
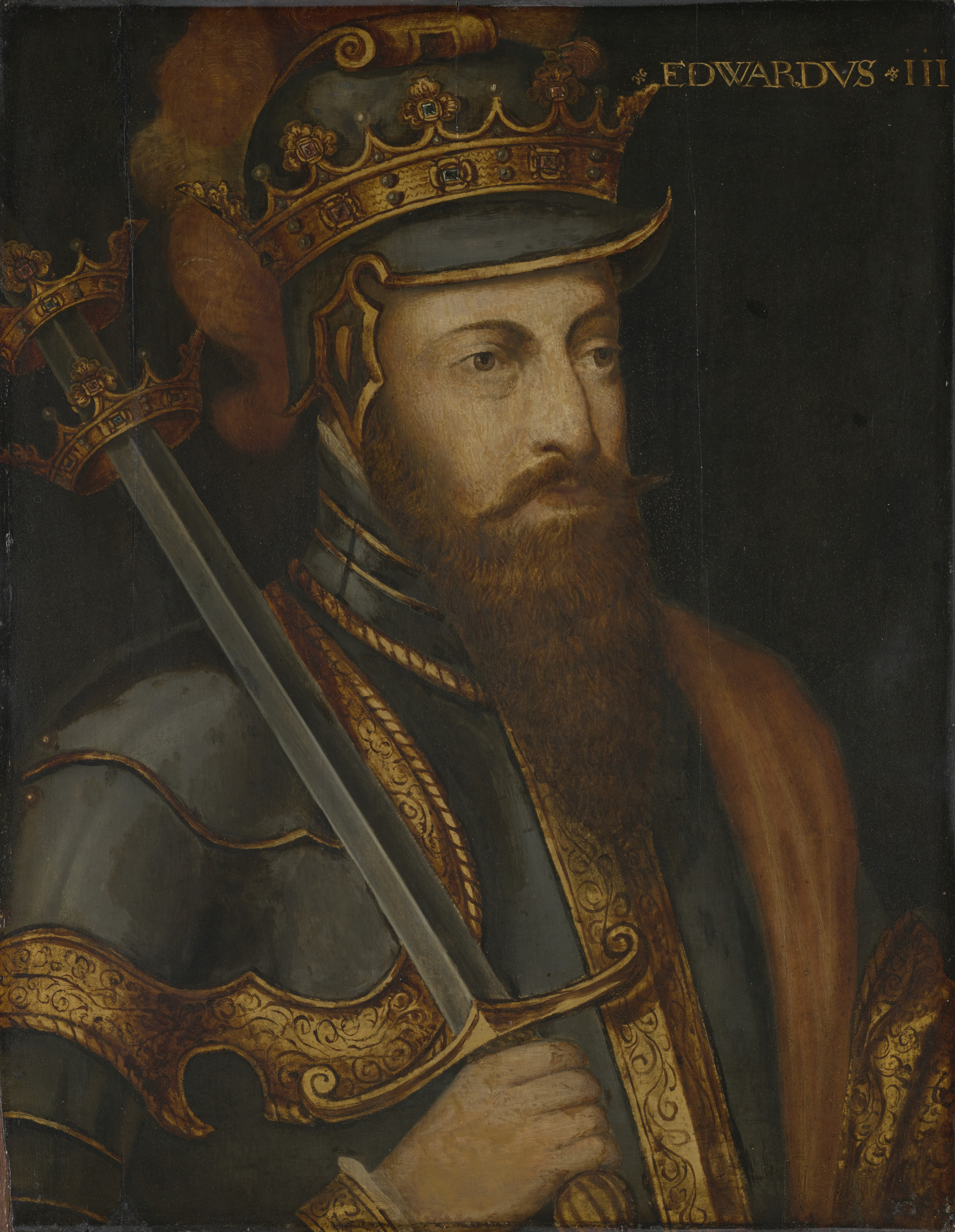
Edoardo III d'Inghilterra.
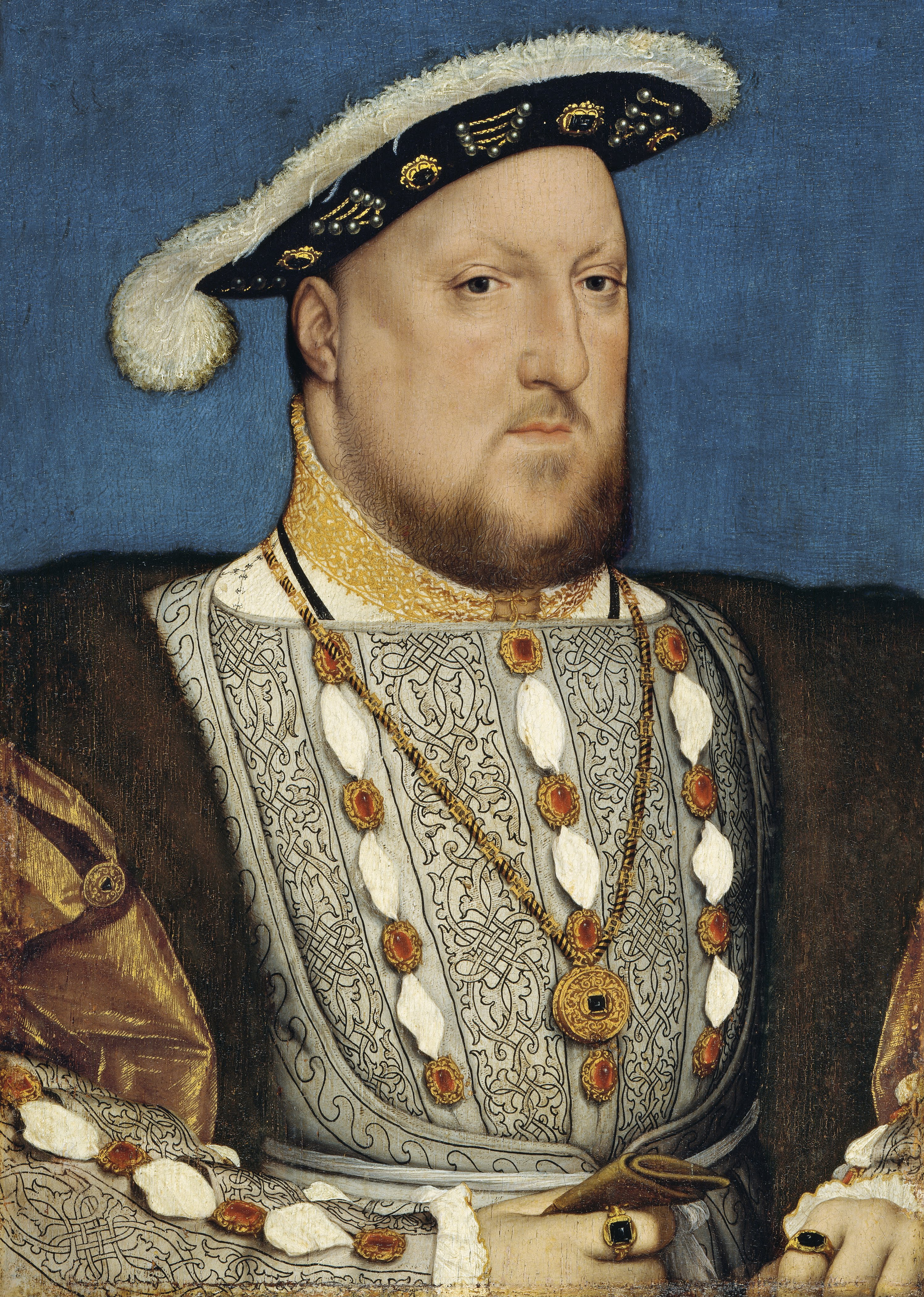
Enrico VIII d'Inghilterra.

Il padre di Margery, Henry Wentworth, divenne una componente critica della politica dello Yorkshire e del Suffolk: nel 1489, durante la rivolta dello Yorkshire contro Enrico VII che aveva sposato la principale pretendente al trono della dinastia dei Plantageneti per rafforzare la sua instabile pretesa al trono, lasciò la sua casa e fu nominato maggiordomo di Knaresborough, guadagnandosi il privilegio di mantenere la pace in nome del primo conte di Surrey. Dopo di ciò, gli fu conferito il titolo di sceriffo dello Yorkshire. 

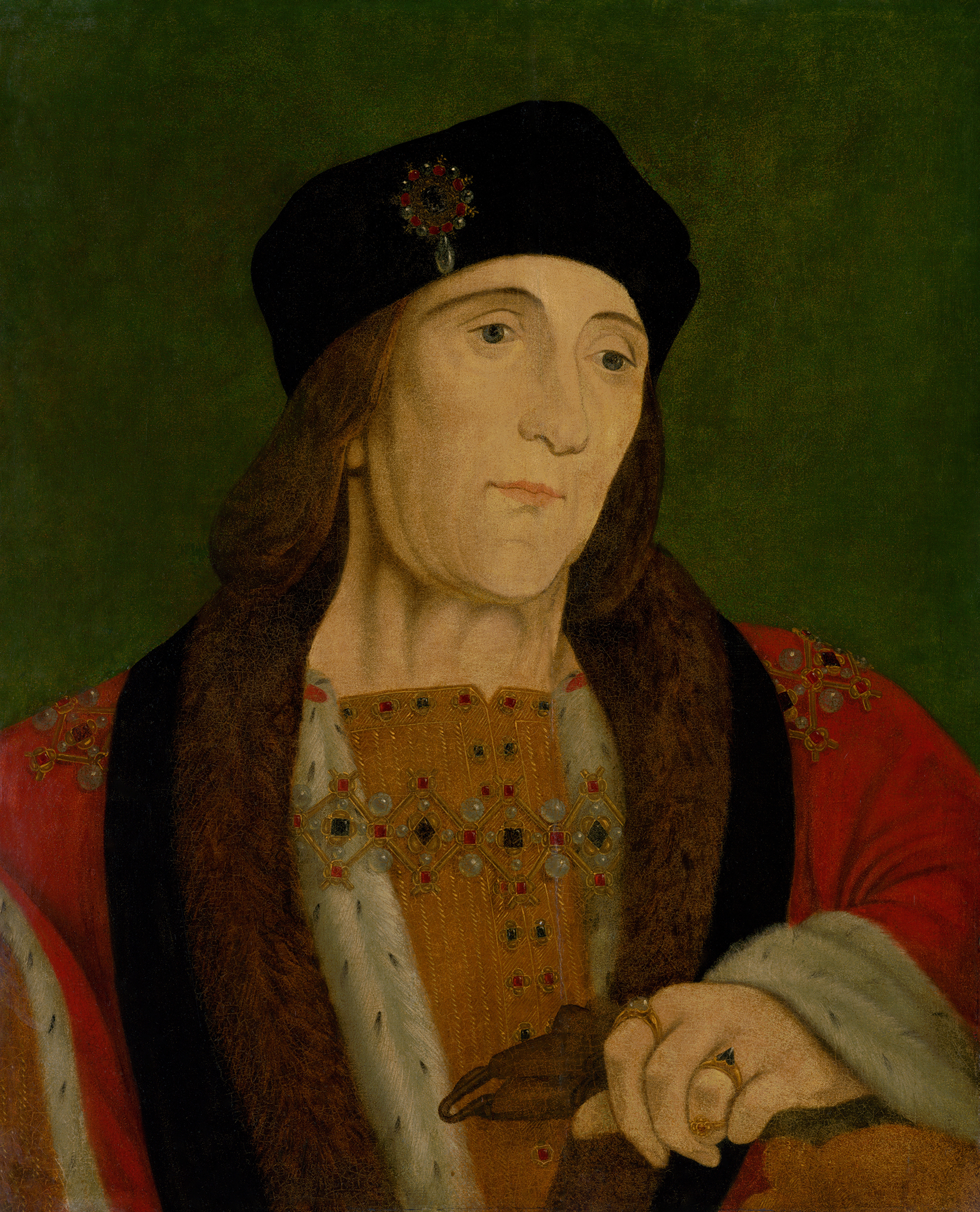
Enrico VII d'Inghilterra.

## Gioventù
A lei fu dato un posto nella casa di sua zia, la Contessa di Surrey, dove lei incontrò il poeta John Skelton, di cui divenne la musa ispiratrice. Lei venne considerata da Skelton una grande bellezza, in una poesia a lei dedicata, egli lodò il suo comportamento. La poesia di Skelton, Garland of Laurel, in cui dieci donne oltre alla contessa intrecciano una corona di alloro per Skelton stesso, ritrae Margery come una ragazza timida e gentile e la paragona alla primula e all'aquilegia. Le altre nove donne della poesia sono: Elizabeth Howard, Muriel Howard, Lady Anne Dacre, Margaret Tynley, Jane Blenner-Haiset, Isabel Pennell, Margaret Hussey, Gertrude Statham e Isabel Knyght. 

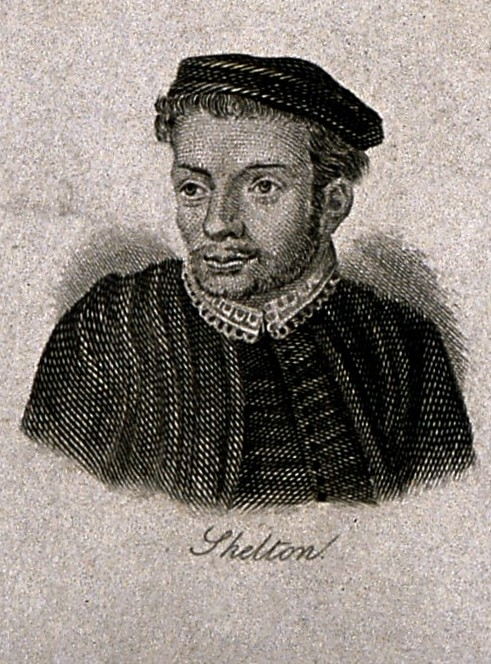
John Skelton.

## Matrimonio e discendenza
Margery si sposò il 22 ottobre del 1494 con Sir John Seymour di Wulfhall, Savernake Forest, Wiltshire. Lo stesso giorno suo padre Henry si risposò con Lady Elizabeth Scrope.

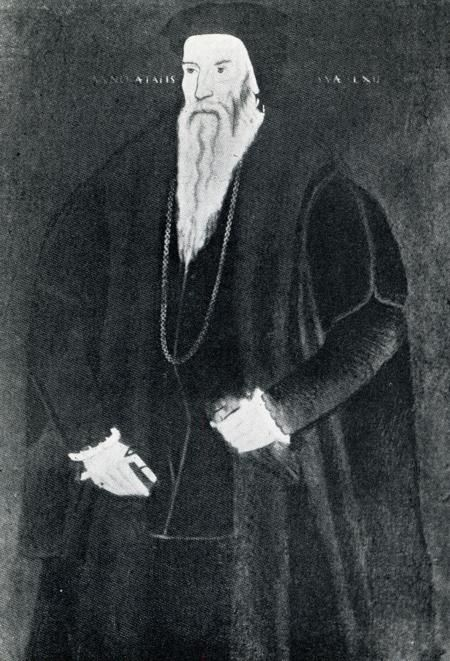
John Seymour.

Margery e John hanno avuto dieci figli:
- John Seymour (morto nel 1510)
- Edward Seymour, I duca di Somerset e Lord Protettore di Edoardo VI (circa 1500 - 1552), sposò in prime nozze Caterina Fillol, figlia di Sir William, e in seconde nozze Anne Stanhope, figlia di Sir Edward.
- Sir Henry Seymour (1503 - 1578), sposò Barbara Wolfe, figlia di Morgan.
- Thomas Seymour, I barone Seymour di Sudeley (circa 1508 - 1549), sposò Caterina Parr, vedova di Enrico VIII
- John Seymour (morto giovane)
- Anthony Seymour (morto circa nel 1528)
- Jane Seymour (circa 1509 - 1537), terza moglie di Enrico VIII e madre di Edoardo VI
- Margery Seymour (morta circa nel 1528)
- Elizabeth Seymour (circa 1518 - 1568), sposò in prime nozze Sir Anthony Ughtred. Invece, in seconde nozze, sposò Gregory Cromwell. In terze nozze sposò John Paulet.
- Dorothy Seymour sposò in prime nozze Clement Smith di Little Baddow, Essex (circa 1515 - 1552) e, in seconde nozze, Thomas Leventhorpe di Shingle Hall, Hertfordshire.

Si pensa che Margery e John abbiano avuto una buona relazione durante il loro matrimonio. Dopo la morte del marito, Margery non si risposò, ma assunse un ruolo importante nell'educazione dei figli mentre gestiva Wulfhall. In particolare, la figlia maggiore, Jane, non ricevette un'istruzione formale; Margery invece la istruì in ruoli più tradizionali che riteneva adatti.

Suo figlio Edward, soldato e servitore reale, diventò duca di Somerset e Lord Protettore. Lui fu anche il figlio maggiore sopravvissuto di Margery e John.

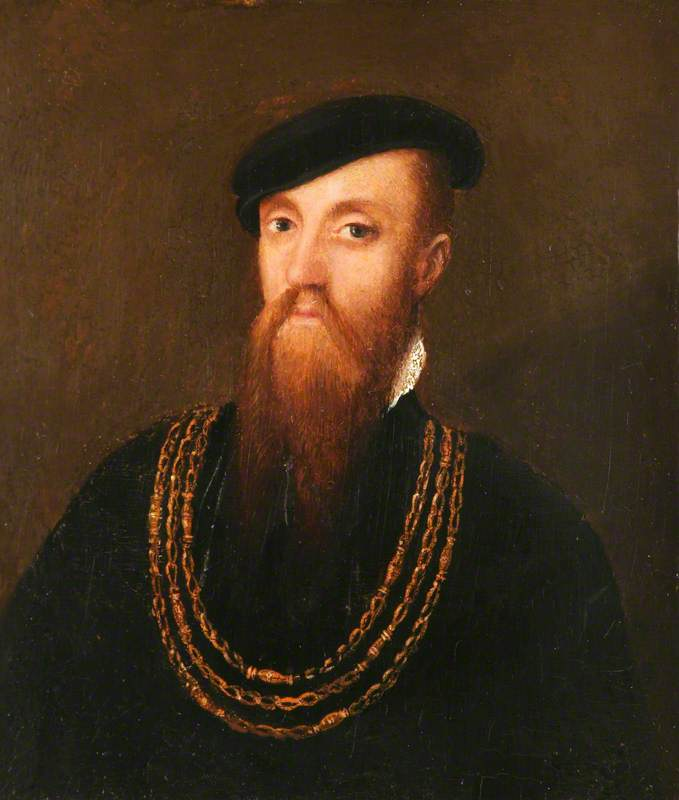
Edward Seymour, I duca di Somerset.
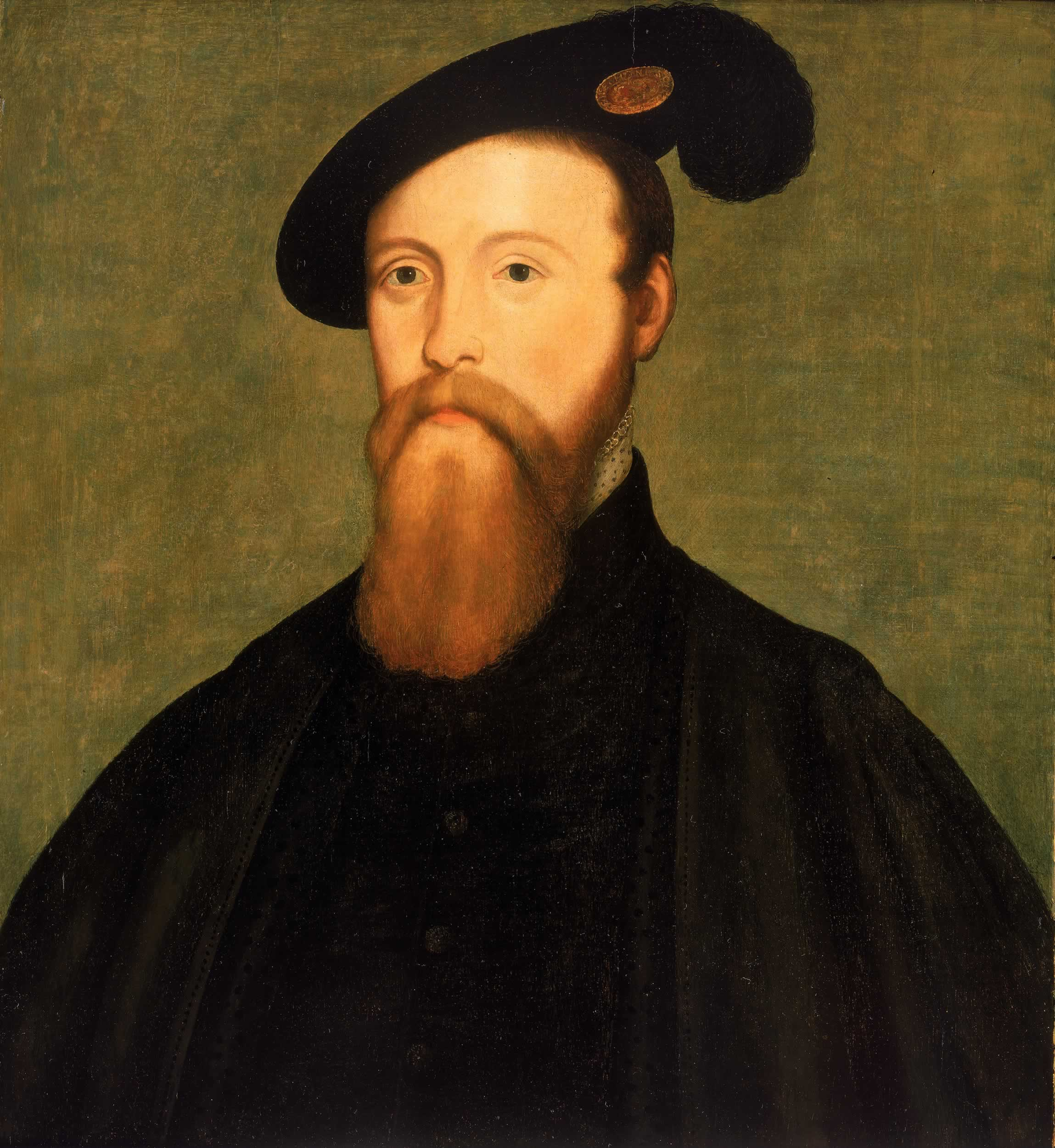
Thomas Seymour, I barone Seymour di Sudeley.
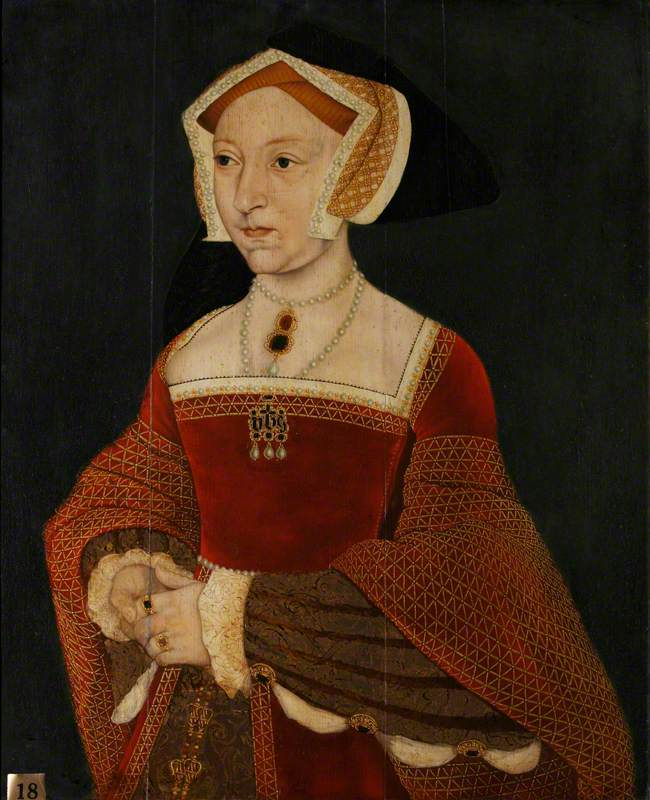
Jane Seymour.
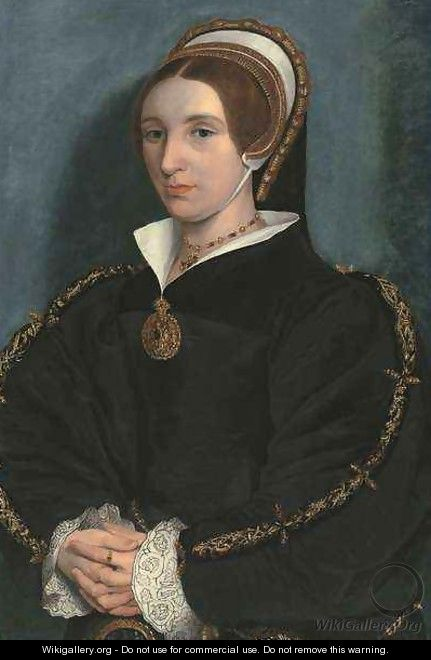
Ritratto di una signora, forse Elizabeth Seymour.

## Morte
Margery morì in presenza della sua famiglia il 18 ottobre 1550 per cause naturali.